# Голуб миру

Білий голуб з оливковою гілкою зображений на гербі Тампереської єпархії

Голуб миру — вираз, що набув популярності після закінчення Другої світової війни у зв'язку з діяльністю Всесвітнього конгресу прихильників миру.
Перший Всесвітній конгрес прихильників миру проходив у 1949 році в Парижі та Празі. Емблема цього конгресу намалював Пабло Пікассо, на ній зображений білий голуб, що несе в дзьобі оливкову гілку. Але й сам вираз, і зображення голуба миру з'явилися набагато раніше. Вираз походить від біблійної оповіді про голуба, що приніс Ною в ковчег гілку маслини (Буття, 8: 10-11)
Існує традиція випускати білих голубів, як символ мирних намірів.

## Історія символу
Ще в давнину голуба вважали символом родючості, а згодом і миру.
Давні люди думали, що в голуба немає жовчного міхура, а жовч з часів Гіппократа вважалася причиною злого, сварливого характеру.
У країнах Сходу голубів вважали священними птахами та вісниками богів.

### Християнство
У християнстві голуба вважають символом Святого Духа. У Біблії голуб, випущений Ноєм, приніс йому оливковий лист, як символ того, що з'явився суходіл після великого потопу. Це вважається знаком прощення людей. У середньовіччі голуб був неодмінним атрибутом Благовіщення, Хрещення, Зіслання Святого Духа та Трійці.

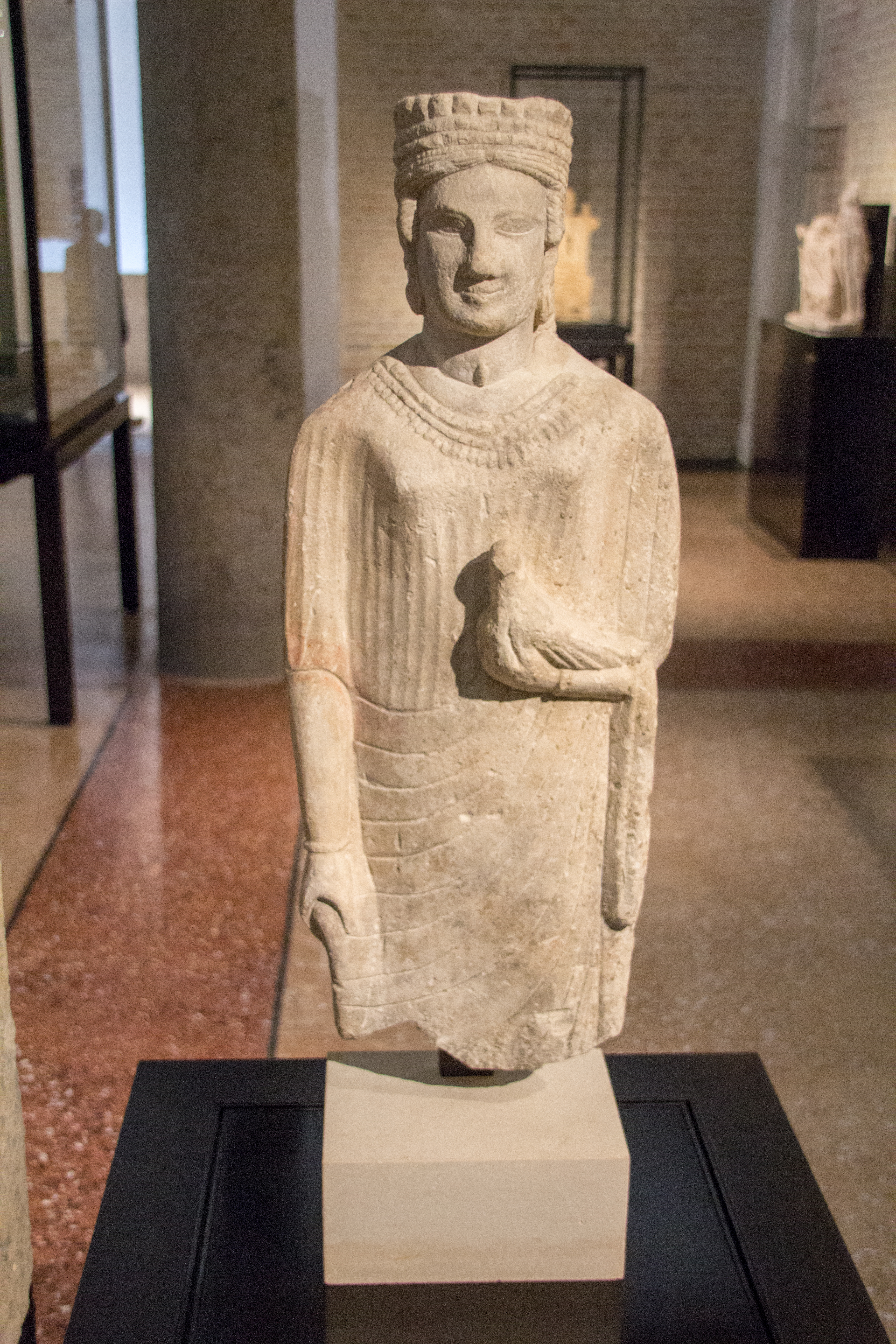
Статуя Афродіти з Кіпру початку V ст. до н. е., що зображує її в короні-циліндрі та з голубом у руках.

### Мандеїзм
У мандеїзмі білі голуби, відомі, як «ба» на мандійській мові, символізують дух (руха на мандійській мові). Жертвоприношення білих голубів також здійснюється під час деяких мандейських ритуалів, таких як Ṭabahata Masiqta.

### Іслам
Голубів і сімейство голубів в цілому поважають і люблять, оскільки вважають, що вони допомогли останньому Пророку Ісламу Мухаммаду відволікти його переслідувачів від печери Тавр під час великої гіджри. Коли Пророк сховався в печері, пара голубів і павук були послані оселитися біля входу в печеру; павук створив павутину, а голуби створили гніздо, в яке вони відклали яйця. Таким чином, переслідувачі Пророка припустили, що, оскільки обидві тварини не оселилися б там, якби там були якісь заворушення, то Пророк і його сподвижник Абу Бакар не могли там сховатися, врятувавши їх від захоплення.

### Вірування римлян
У Стародавньому Римі символом миру вважалися голубки Венери, які звили собі гніздо в перекинутому шоломі Марса.
Через відданість своєму потомству голуб символізував материнські почуття. Іноді голуб був знаком мудрості.

### Іудаїзм
У євреїв голуба називали «Йона» (у грецькому написанні «Йонас»). Пророк, посланий Господом до Ніневії, носив ім'я Йона.
У неоплатонізмі голуб уособлював силу, з допомогою якої утвердилися нижчі світи. У масонстві — символ невинності та чистоти, у Китаї — символ старості та довголіття.

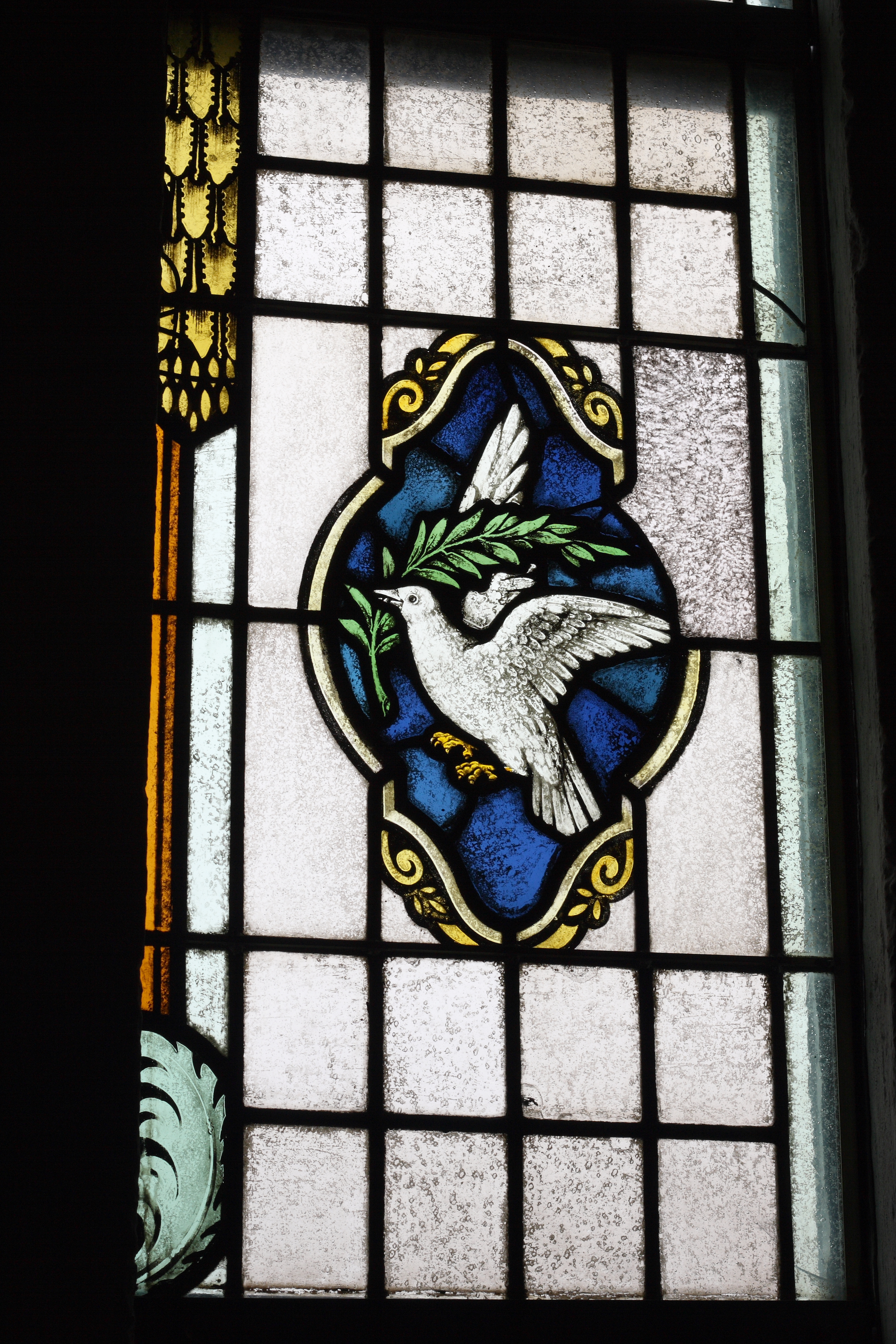
Білий голуб з оливковою гілкою, вітраж у церкві Дениса і Святого Себастьяна в місті Круфт, Німеччина

Голуб зображувався на скіпетрах деяких правителів, символізуючи владу, яку він послав Богом.
Голуби, що цілуються, символізують закоханих. У США та Великій Британії політиків, що лобіюють військові дії, називають яструбами (hawks), а мирних політичних діячів — голубами (doves).

## Конгрес
З 20 по 25 квітня 1949 року в Парижі та Празі проходив І Всесвітній конгрес прихильників миру. Емблему конгресу намалював іспанський художник із французьким громадянством Пабло Пікассо (про малюнок див. Голубка Пікассо). У 1950 році Пікассо обрано до Всесвітньої ради миру і нагороджено Міжнародною премією миру, в СРСР йому двічі вручали Ленінську премію.